# Stachelannone
Die Stachelannone (Annona muricata) ist eine Pflanzenart in der Familie der Annonengewächse (Annonaceae). Im Deutschen wird sie auch als Sauersack bezeichnet, in anderen Sprachen heißt sie Soursop, Sirsak, Graviola, Guanábana, Guyabano oder Corossol.

## Beschreibung
Die Stachelannone ist ein immergrüner Baum, der unter normalen Bedingungen Wuchshöhen von 8 bis 12 Meter erreicht. Er besitzt eine nur wenig verzweigte Baumkrone.
Die kurz gestielten und wechselständigen Laubblätter ähneln Lorbeerblättern und sitzen wechselständig an den Zweigen. Sie sind verkehrt-eiförmig, ledrig, kahl, spitz bis stumpf und ganzrandig.
Die Stachelannone ist protogyn, also vorweiblich. Die oft hängenden, duftenden Blüten erscheinen meist einzeln achsel- oder blattgegenständig bis ramiflor. Die zwittrigen, großen, gelben und gestielten Blüten enthalten drei kleine, dreieckige  Kelch- und sechs fleischige, dreieckige Kronblätter, drei sind viel größer und außen behaart. Sie verströmen einen aasartigen Geruch und locken damit Fliegen zur Bestäubung an. Die vielen kurzen Staubblätter sind keulenförmig und die vielen Stempel auf dem gewölbten Blütenboden sind behaart.
Die eiförmige bis längliche Scheinfrucht der Stachelannone ist botanisch gesehen eine große, grüne Sammelfrucht mit vielen Einzelftrüchten. Sie werden bis zu 40 Zentimeter lang und bis über 4 Kilogramm schwer. In dem weichen, weißen Fruchtfleisch sitzen große, braune (giftige) Samen. Die „Fruchthülle“ ist mit weichen Stacheln besetzt, welche die Überreste des weiblichen Geschlechtsapparates bilden. Die Stacheln haben damit keine Schutzfunktion gegenüber Fraßfeinden.
Die Chromosomenzahl beträgt 2n = 14 oder 16.

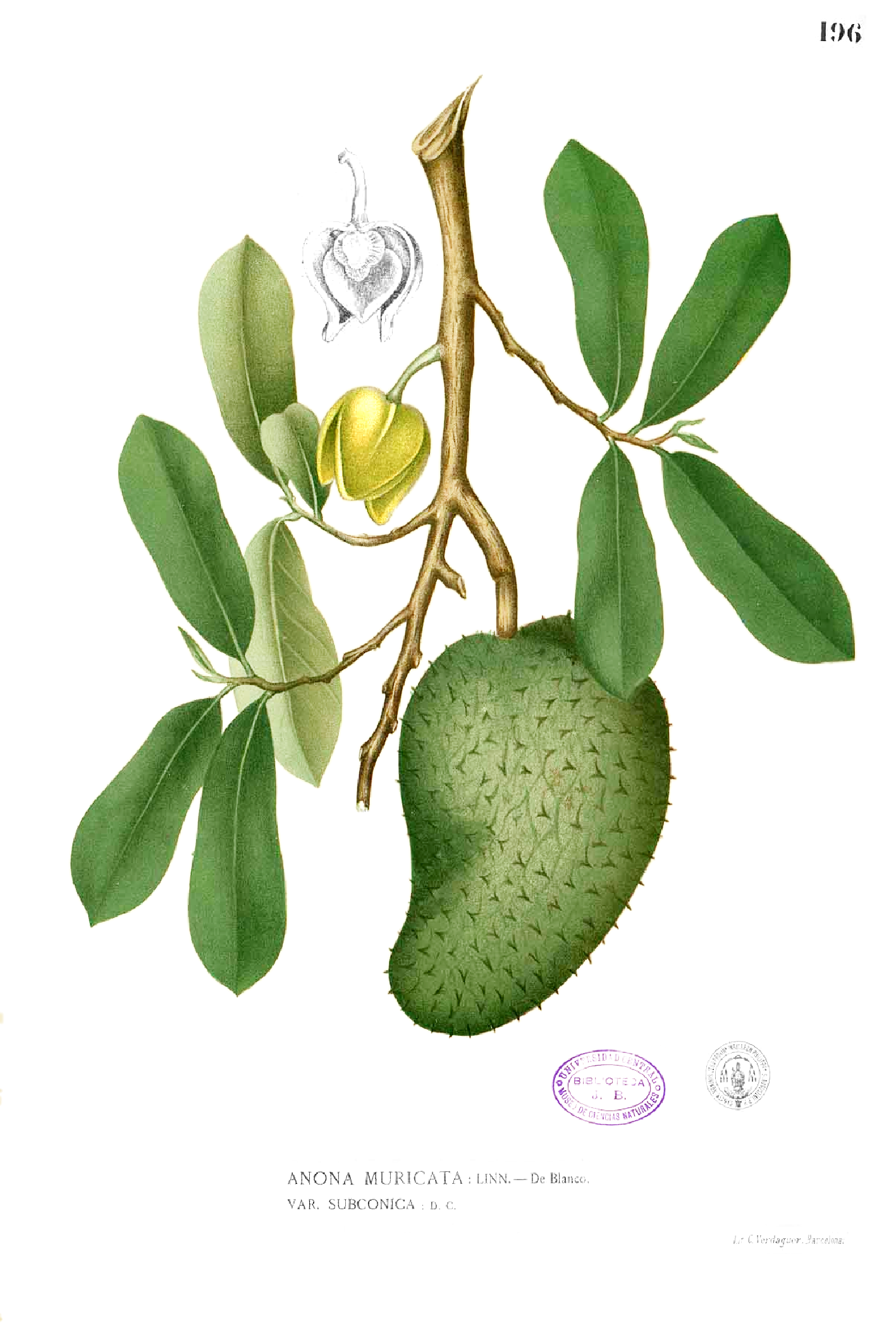
Zweig, Blätter, Blüte und Frucht
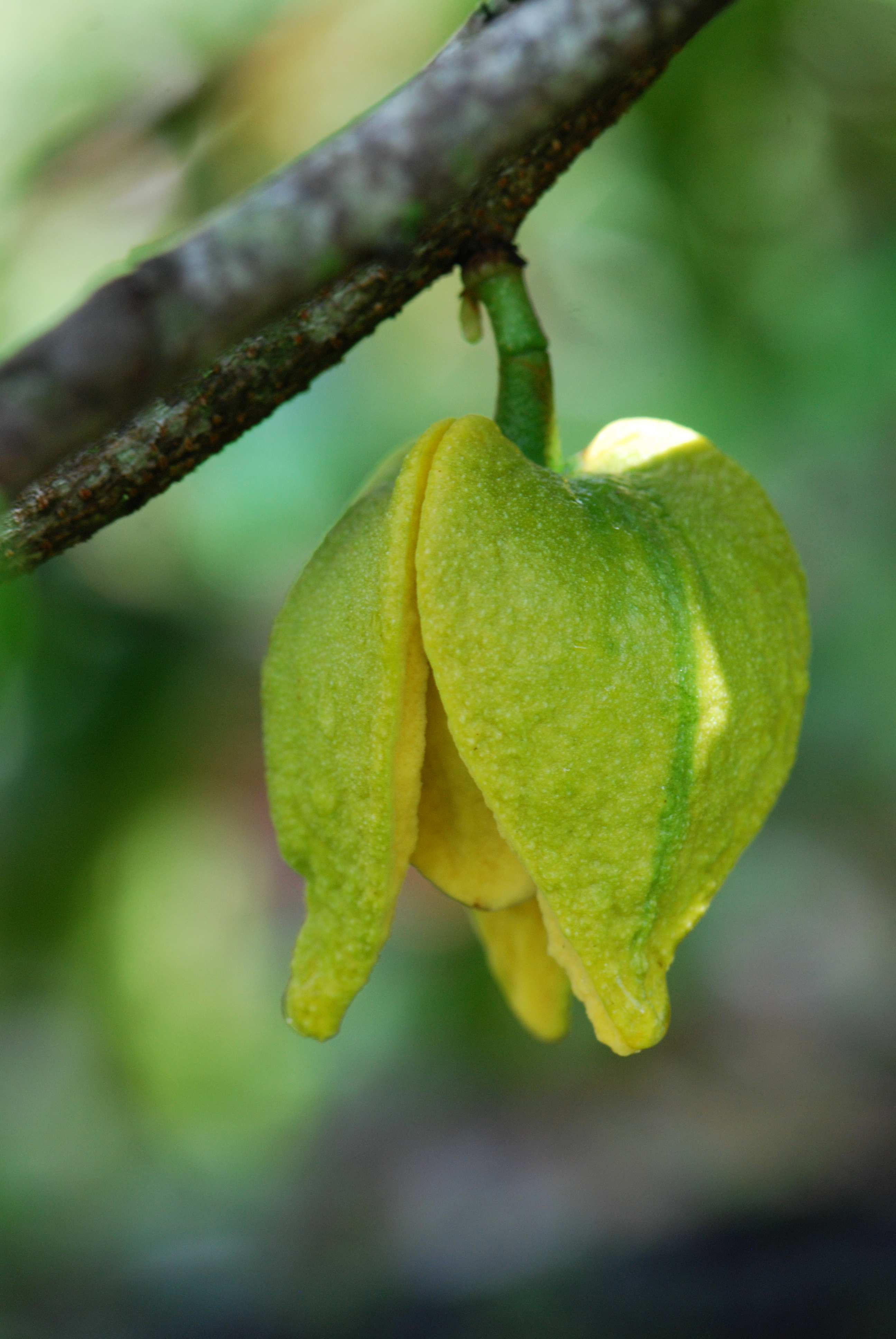
Blüte (Martinique)
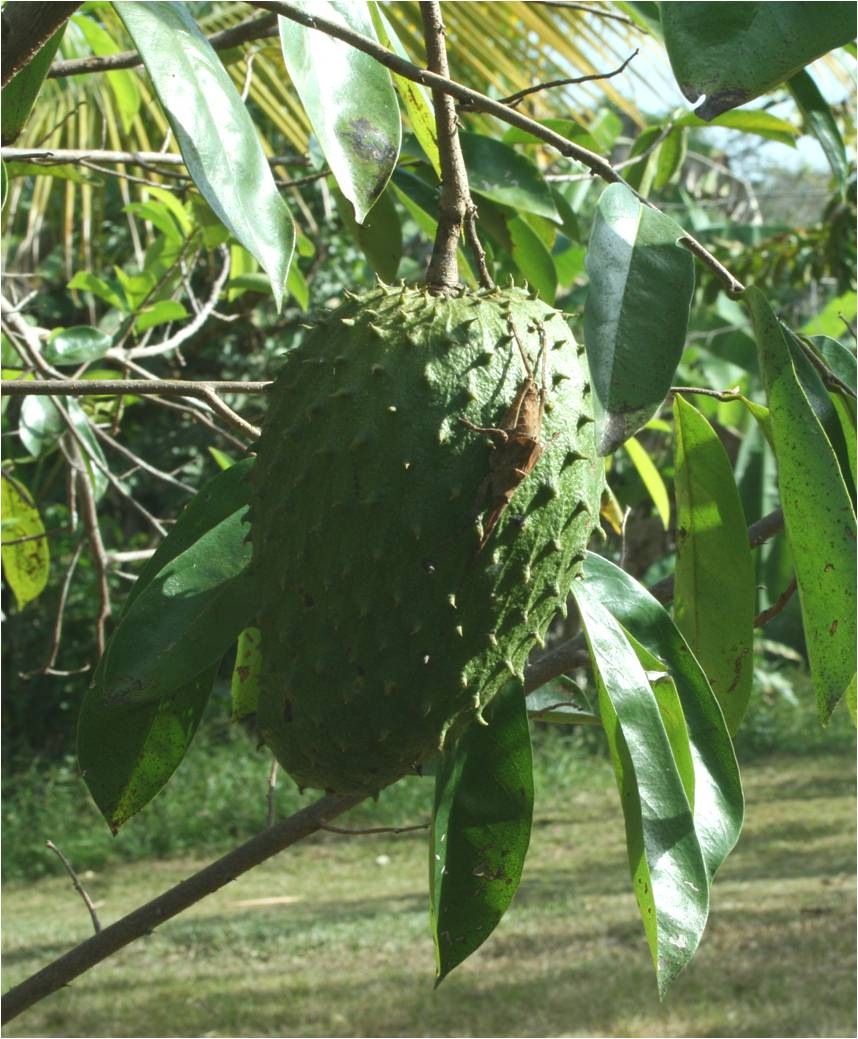
Frucht am Baum
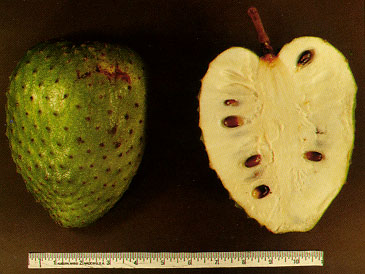
Frucht aufgeschnitten

## Verbreitung
Die Stachelannone kommt ursprünglich aus Mittel- und Südamerika. Sie wächst in Tieflandwäldern mit semiaridem Klima. Vom Menschen wurde sie als Obstbaum in alle tropischen Regionen eingeführt, andere Arten der Annona gelangten auch zum Anbau nach Palästina und Spanien.

## Nutzen
Das saftige gelblichweiße Fruchtfleisch ist in Konsistenz und Geschmack der artverwandten Cherimoya ähnlich, mit charakteristisch saurer Note. Für den Export hat diese Exotenfrucht kaum Bedeutung erlangt, zumal ihr Fruchtkörper im reifen Zustand sehr druckempfindlich ist und sich daher nur schwer transportieren lässt.
Annona muricata lässt sich sehr gut industriell verarbeiten: Das Fruchtfleisch wird ausgeschabt und durch Sieben von den schwarzen Samen getrennt. Der Schalenanteil (und damit der Abfall) ist gering, während die saftige Beschaffenheit eine hohe Ausbeute an Saft oder Püree ermöglicht, ihr Ausnutzungsgrad ist damit recht hoch. Die so gewonnenen Auszüge des Sauersacks werden regional unterschiedlich genutzt:
- In den südamerikanischen Ländern wird der Sauersack gerne ausgepresst und als vielseitiger, sehr fruchtiger Grundstoff für Erfrischungsgetränke, Eiscreme oder Marmelade benutzt. In Kolumbien wird das weiße Fruchtfleisch mit Wasser und Zucker versetzt püriert und als Getränk konsumiert. Fertig püriertes gekühltes Fruchtfleisch wird auch schon in Folie eingeschweißt als „pulpa de guanábana“ in Gemüseläden und Supermärkten verkauft.
- In Indonesien kocht man das Püree des Sauersacks mit Zucker zu einer Art Pudding („dodol sirsak“) oder macht daraus Süßigkeiten.
- Auf den Philippinen verzehrt man die unreifen Früchte gerne als Gemüse; sie schmecken dann ähnlich wie gerösteter Mais.
- Auf vielen karibischen Inseln (Curaçao, Saint Thomas, Barbados, Kuba) verzichtet man auf die Früchte und verwendet stattdessen die fermentierten Blätter zur Zubereitung eines Tees, der geschmacklich zwischen Kaffee und schwarzem Tee liegt.

## Kulturgeschichte
Die harten, schwarzglänzenden Samen wurden in altperuanischen Hochkulturen bei Gräbern gefunden. Entweder hat man die Samen direkt oder aber die ganzen Früchte den Verstorbenen beigelegt. Die – je nach Art variablen – Vorzüge der Annona-Arten haben dafür gesorgt, dass der Mensch Annona auch außerhalb ihres Ursprungslandes kultiviert hat. Als die Frucht nach Spanien kam, nannte man sie dort Guanábana, in Frankreich Corossol. Der eigentliche Name stammt aber aus Haiti, wo man die Frucht als „Anon“ (Rahmapfel) bezeichnete. Der Botaniker Carl von Linné latinisierte den Namen später zu „Annona“. Die korrekte Bezeichnung ist also Annona muricata Linné.

## Toxikologie
Das in den Samen der Stachelannone enthaltene Nervengift Annonacin scheint die Ursache für eine neurodegenerative Krankheit zu sein, die nur auf der karibischen Insel Guadeloupe vorkommt und vermutlich mit dem Verzehr von annonacinhaltigen Pflanzen zusammenhängt. Es handelt sich dabei um eine sogenannte Tauopathie, die mit einer pathologischen Anreicherung des Tau-Proteins im Gehirn verbunden ist. Die experimentellen Ergebnisse belegen erstmals, dass für diese Akkumulation tatsächlich das pflanzliche Nervengift Annonacin verantwortlich ist.
Die französische Lebensmittelsicherheitsbehörde (Agence française de sécurité sanitaire des aliments) befand hingegen 2010 in einer Stellungnahme, dass die aktuell vorliegenden Ergebnisse aus der Labor- und Tierforschung keine Schlussfolgerungen auf Gesundheitsrisiken bei Menschen zulassen. Ein ursächlicher Zusammenhang zwischen dem Verzehr von Annona muricata und den wahrgenommenen neurodegenerativen Krankheitsfällen auf Guadeloupe sei nicht bewiesen.

## Pharmakologie
Laut 2011 veröffentlichter Forschungsergebnisse wurden aus Stachelannonen gewonnene Fruchtauszüge in Labortests erfolgreich zur Wachstumshemmung bestimmter Brustkrebszellen eingesetzt. 2012 veröffentlichte Laborforschungsergebnisse deuten auf vergleichbare wachstumshemmende Wirkungen bei Bauchspeicheldrüsenkrebszellen.
Das in den Samen enthaltene Annonacin stellt laut 2012 veröffentlichter Forschung als ethanolischer Extrakt in Kombination mit anderen pflanzlichen Substanzen einen hochwirksamen Wirkstoff zur Tötung der Larven der für die Übertragung des gefährlichen Dengue-Virus verantwortlichen Gelbfiebermücke dar.